# Ossa de Montiel
Ossa de Montiel – gmina w Hiszpanii, w prowincji Albacete, w Kastylii-La Mancha, o powierzchni 243,5 km². W 2011 roku gmina liczyła 2645 mieszkańców.